# 和気清麻呂
和気 清麻呂（わけ の きよまろ）は、奈良時代末期から平安時代初期にかけての貴族。磐梨別乎麻呂（または平麻呂）の子。

## 経歴
備前国藤野郡（現在の岡山県和気町）出身。天平宝字8年（764年）に発生した藤原仲麻呂の乱では孝謙上皇側に参加したらしく、天平神護元年（765年）正月に乱での功労により勲六等の叙勲を受け、3月には藤野別真人から吉備藤野和気真人に改姓している。右兵衛少尉を経て、天平神護2年（766年）従五位下に叙爵し、近衛将監に任ぜられるとともに特別に封戸50戸を与えられた。
神護景雲3年（769年）7月頃に宇佐八幡宮の神官を兼ねていた大宰府の主神（かんづかさ）・中臣習宜阿曾麻呂が宇佐八幡神の神託として、称徳天皇が寵愛していた道鏡を皇位に就かせれば天下太平になる、と奏上する。道鏡はこれを聞いて喜ぶとともに自信を持ち（あるいは道鏡が習宜阿曾麻呂を唆して託宣させたともされる）、自らが皇位に就くことを望む。
称徳天皇は神託を確認するため側近の尼僧・和気広虫（法均尼）を召そうとしたが、虚弱な法均では長旅は堪えられないため、代わりに弟の清麻呂を召して宇佐八幡宮へ赴き神託を確認するように勅した。清麻呂は出発にあたって、道鏡から吉報をもたらせば官位を上げる（大臣に任官するとも）旨をもちかけられたという。また、清麻呂に対する懐柔策として、
- 吉備藤野別真人清麻呂・広虫他1人（清麻呂の妻か）に輔治能真人
- 藤野郡大領外従八位上・吉備藤野別宿禰子麻呂・藤野郡人従八位下・吉備藤野別宿禰牛養ら11人に輔治能宿禰
- 藤野郡人・吉備石成別宿禰薗守ら9人に石成宿禰
- 元部民の藤野郡人・別部大原、邑久郡人・別部比古、藤野郡人・忍海部興志、御野郡人・物部麻呂、藤野郡人・財部黒士ら64人に石成別公
- 元奴婢頭の藤野郡人・母止理部奈波、赤坂郡人・家部大水、勝田郡人・家部国持ら6人、また備前国・美作国で母止理部・家部を氏とする奴婢に石野連

が賜姓されている。一方で、道鏡の師である路豊永からは、道鏡が皇位に就くようなことがあれば、面目なくて臣下として天皇に仕えることなど到底できない、自分は殷の伯夷に倣って身を隠そうと思う旨を伝えられる。清麻呂はこの言葉を当然と思い、主君のために命令を果たす気持ちを固めて宇佐八幡宮に参宮する。
清麻呂が宝物を奉り宣命を読もうとした時、神が禰宜の辛嶋勝与曽女（からしまのすぐりよそめ）に託宣し、宣命を聞くことを拒む。清麻呂は不審を抱き、改めて与曽女に宣命を聞くように願い出て、与曽女が再び神に顕現を願うと、身の丈3丈（約9m）の満月のような形をした大神が出現する。大神は再度宣命を聞くことを拒むが、清麻呂は与曽女とともに宇佐八幡宮大宮司に復した大神田麻呂による託宣、「天の日継は必ず帝の氏を継がしめむ。無道の人（道鏡）は宜しく早く掃い除くべし」を朝廷に持ち帰り、称徳天皇へ報告した。清麻呂の報告を聞いた道鏡は怒り、清麻呂を因幡員外介に左遷するが、さらに、別部 穢麻呂（わけべの きたなまろ）に改名させ、大隅国に配流した（宇佐八幡宮神託事件）。道鏡は配流途中の清麻呂を追って暗殺を試みたが、急に雷雨が発生して辺りが暗くなり、殺害実行の前に急に勅使が派遣されて企みは失敗したともいう。
神護景雲4年（770年）8月に称徳天皇が崩御して後ろ楯を無くした道鏡が失脚すると、9月に清麻呂は大隅国から呼び戻されて入京を許され、翌宝亀2年（771年）3月に従五位下に復位し、9月には播磨員外介に次いで豊前守に任ぜられて官界に復帰した。また、清麻呂の祖先の墓が郷里に営まれて大木が茂る林となっていたが、清麻呂の配流中に伐採されてしまっていた。清麻呂が帰京してこの事情を上表したところ、祖先4名と清麻呂を美作備前両国の国造とする旨の詔が出された。両国の国造として以下の事績がある。
- 延暦7年（788年）備前国和気郡のうち吉井川の西側の人民から、この人民の居住地と藤野郷にある同郡の役所の間に大きな吉井川があるため、雨で増水が発生するたびに公務が果たせなくなるとの訴えがあった。そこで清麻呂は河の西側を磐梨郡として独立させて新たな役所を設置すること、水難を避けるとともに人民の負担に不公平がないよう和気郡藤野郷にある駅家を川の西側に移転させ（のちの珂磨駅家か）ることを言上し、許されている[7]。
- 延暦18年（800年）備前国にあった私墾田100町について、清麻呂の遺志を継いで子息の広世が賑給田として寄進した。

天応元年（781年）桓武天皇が即位すると、一挙に四階昇進して従四位下に叙せられる。清麻呂は庶務に熟達して過去事例に通暁していたことから、桓武朝において実務官僚として重用されて高官に昇る。延暦2年（783年）摂津大夫に任ぜられ、延暦3年（784年）従四位上に昇叙されるが、摂津大夫として以下の事績がある。
- 延暦4年（785年）神崎川と淀川を直結させる工事を行い大阪湾から長岡京方面への物流路を確保した。
- 延暦7年（788年）のべ23万人を投じて上町台地を開削して大和川を直接大阪湾に流して、水害を防ごうと工事を行ったが費用がかさんで失敗している（堀越神社前の谷町筋がくぼんでいるところと、大阪市天王寺区の茶臼山にある河底池はその名残りとされ、「和気橋」という名の橋がある）。

清麻呂は摂津大夫を務める傍ら、民部大輔次いで民部卿を務め、民部大輔・菅野真道とともに民政の刷新を行うとともに、『民部省例』20巻を編纂した。延暦7年（788年）には中宮大夫に任ぜられて皇太夫人・高野新笠にも仕え、その命令を受けて新笠の出身氏族和氏の系譜を編纂し『和氏譜』として撰上し、桓武天皇に賞賛されている。さらには、延暦3年（784年）の遷都後10年経過しても未だ完成を見なかった長岡京に見切りを付けて、山背国葛野郡宇太村を選んで平安京への遷都を進言するとともに、延暦12年（793年）には造宮大夫に任ぜられ、自身も建都事業に尽力した。この間の延暦9年（790年）正四位下、延暦15年（796年）には従三位に叙せられ、ついに公卿の地位に昇っている。
延暦18年（799年）2月21日薨去。享年67。最終官位は従三位行民部卿兼造宮大夫美作備前国造。即日正三位の位階を贈られた。

## 後世

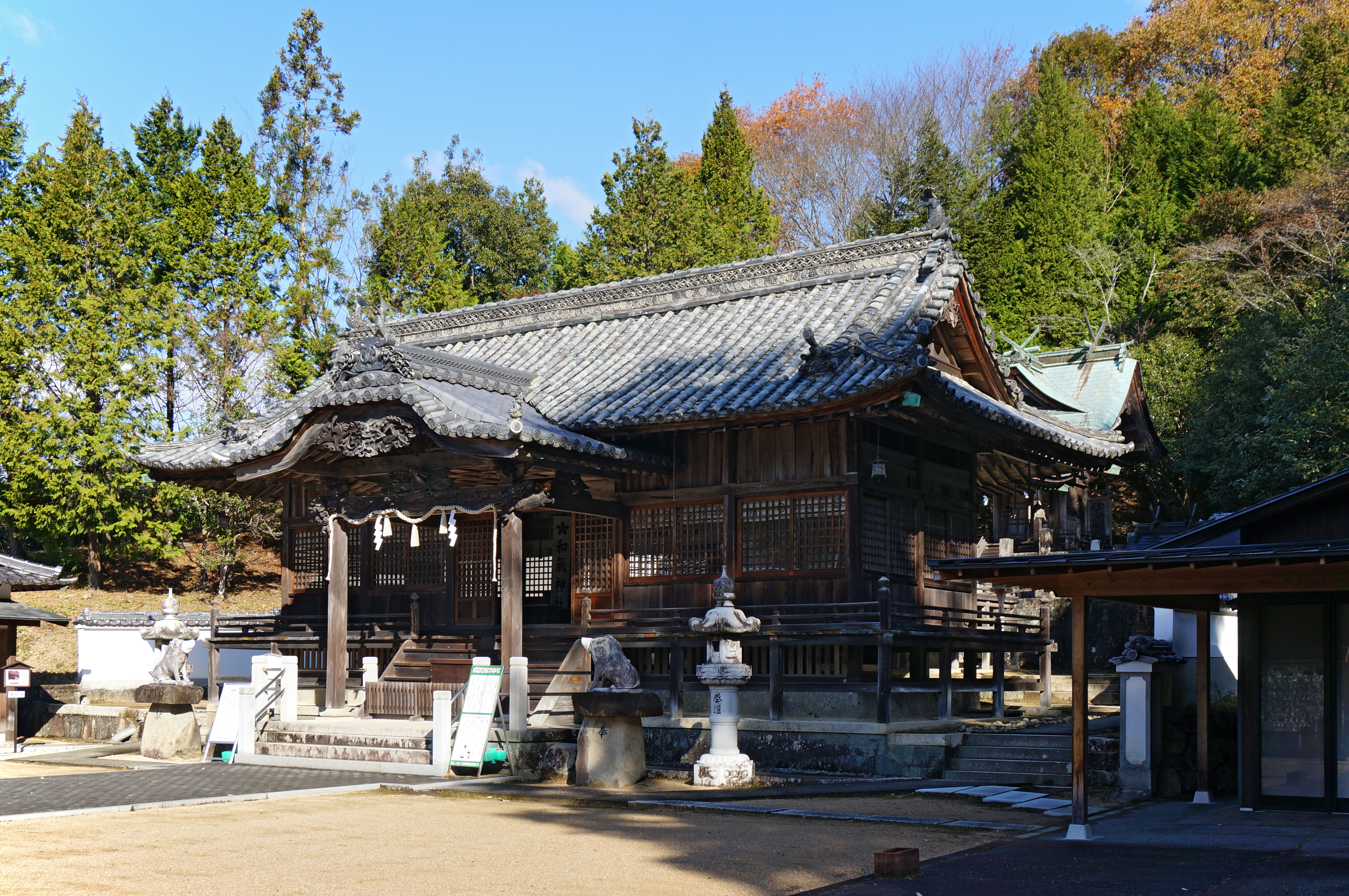
和気清麻呂生誕地にある和気神社（岡山県）

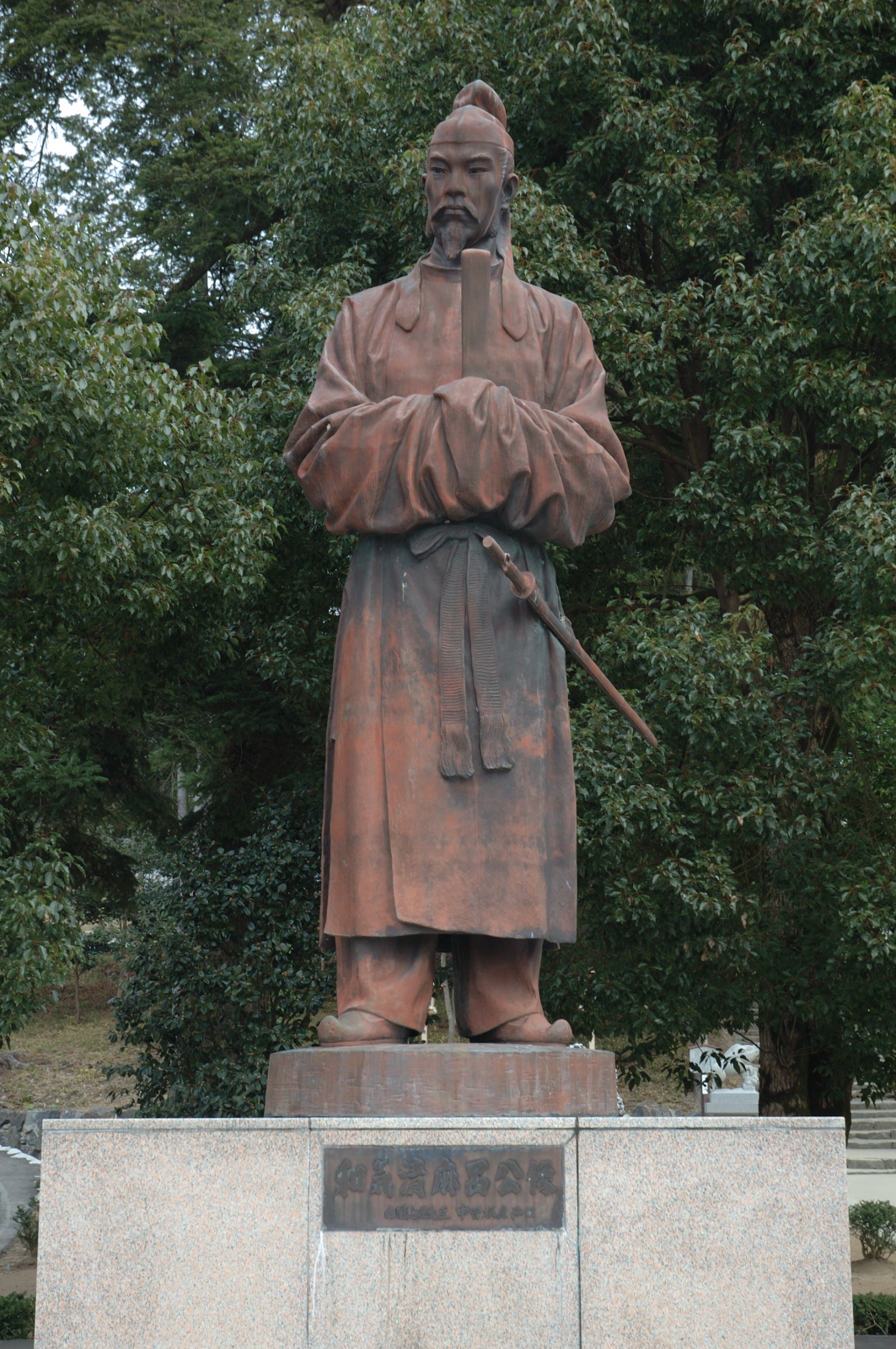
和気清麻呂像（和気神社）

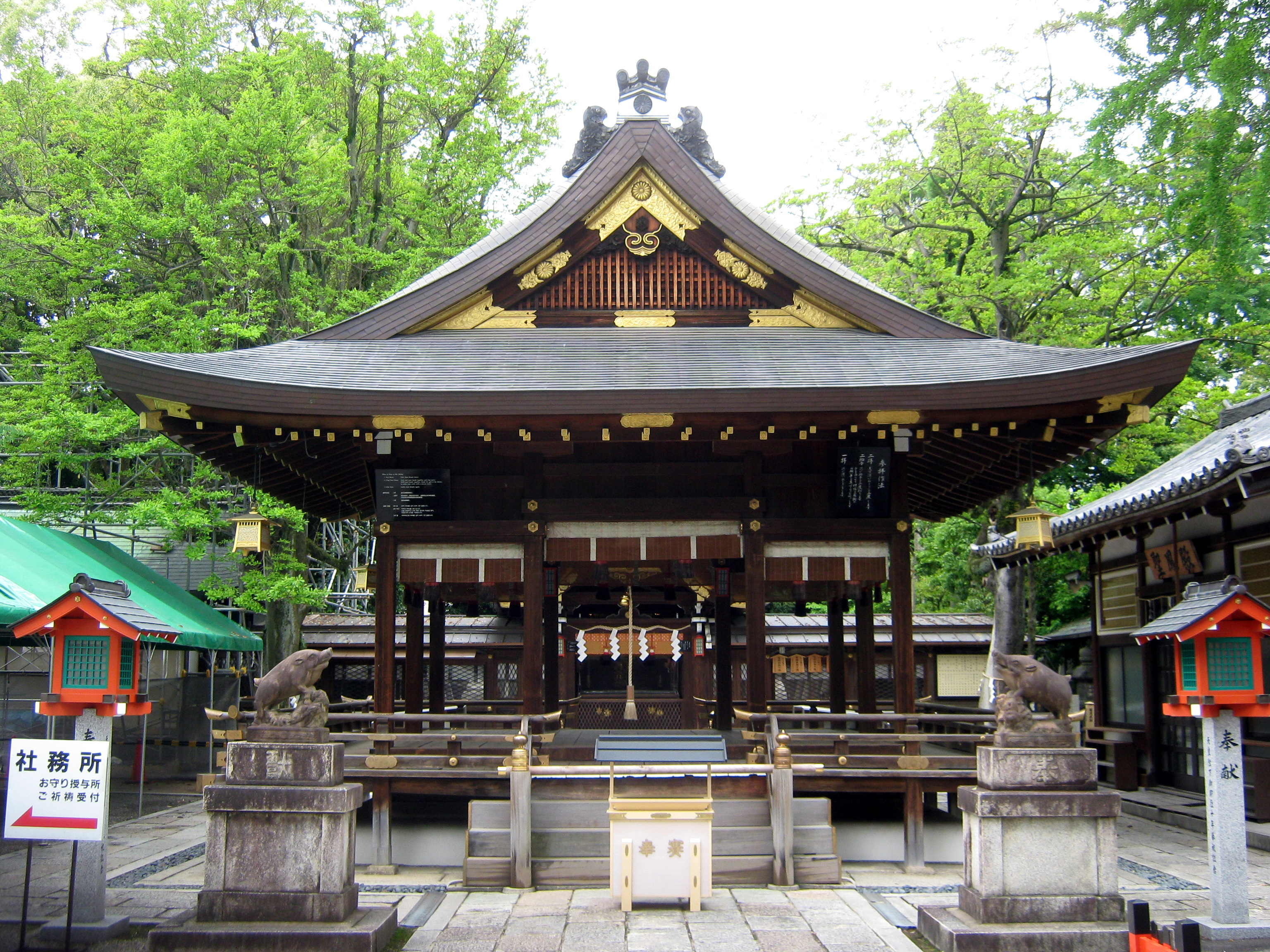
和気清麻呂を祀る護王神社（京都府）

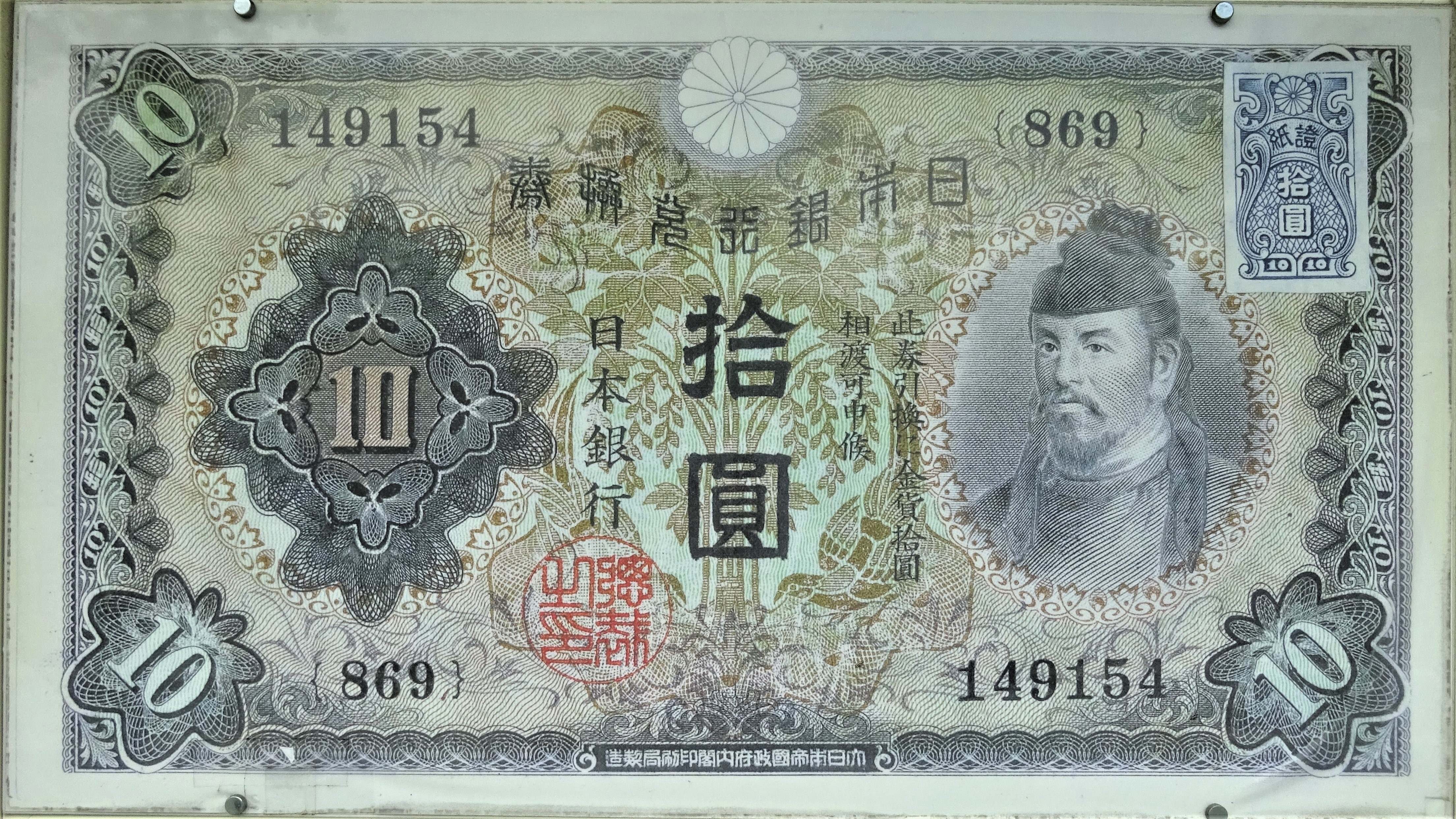
丙拾圓券（1次10円）

江戸時代末の嘉永4年（1851年）3月15日に孝明天皇は和気清麻呂の功績を讃えて神階正一位と護王大明神の神号を贈った。明治7年（1874年）神護寺の境内にあった清麻呂を祀った廟は護王神社と改称され別格官幣社に列し、明治19年（1886年）明治天皇の勅命により、神護寺境内から京都御所蛤御門前に遷座した。また、明治31年（1898年）3月18日には、薨後1100年を記念して、贈正三位から位階を進め、贈正一位とした。
また、出身地の岡山県和気町には、和気氏一族の氏神である和気神社があり、和気清麻呂・和気広虫が祀られている。ゆかりの寺として実成寺もある。配流先とされる鹿児島県霧島市にも和気神社がある。
清麻呂は楠木正成などとならぶ勤皇の忠臣と見なされることもあり、戦前には十円紙幣に肖像（想像図、キヨソーネの描いた木戸孝允の肖像画を修正したもの）が印刷された。日本銀行券の歴代の十円紙幣のうち、兌換銀券の旧券と戦後のA号券を除く6券種に採用されている。東京都千代田区大手町の大手濠緑地や、岡山県和気町の和気神社境内など、各地に銅像がある。

## 伝説
ある時清麻呂は脚が不自由になって起立できなくなってしまったが、八幡神に拝礼しようとして輿に乗って出発した。豊前国宇佐郡楉田村（現在の大分県宇佐市和気近辺か）に至ると、300頭の野猪が現れて道を挟んで列をなし10里ばかり前駈して山中に走り去った。これを見て人々は不思議なことだと思った。神社に参拝すると清麻呂はすぐに立って歩けるようになった。宇佐八幡宮の神封から綿8万余屯を与えるとの神託を受けて、清麻呂は宮司以下豊前国中の百姓にこれを分け与えた。往路は輿に乗って出発したが、帰路は馬を駆って帰還した。これを見て驚かない者はなかったという。
この伝説の縁から、護王神社・和気神社・御祖神社などでは狛犬の代わりに「狛猪」が置かれている。

## 官歴
『続日本紀』による。
- 時期不詳：磐梨別公から藤野別真人に改姓
- 時期不詳：従六位上。右兵衛少尉
- 天平神護元年（765年） 正月7日：勲六等。3月13日：藤野別真人から吉備藤野和気真人に改姓
- 時期不詳：正六位上
- 天平神護2年（766年） 11月5日：従五位下
- 時期不詳：近衛将監。封戸50戸
- 神護景雲3年（769年） 5月28日：吉備藤野和気真人から輔治能真人に改姓。8月19日：因幡員外介。9月25日：流罪（大隅国）。9月：輔治能真人清麻呂から別部穢麻呂に改姓改名
- 神護景雲4年（770年） 9月6日：徴詣京師
- 宝亀2年（771年） 3月：別部から和気公に改姓[10]。3月29日：従五位下（復本位）。9月：公姓から宿禰姓に改姓[10]。9月16日：播磨員外介。日付不詳：豊前守[6]
- 宝亀5年（774年） 9月28日：宿禰姓から朝臣姓に改姓
- 天応元年（781年） 11月18日：従四位下（越階）
- 延暦2年（783年） 3月12日：摂津大夫
- 延暦3年（784年） 12月2日：従四位上
- 延暦5年（786年） 8月8日：民部大輔。9月29日：摂津国班田使長官
- 延暦7年（788年） 2月28日：中宮大夫（皇太夫人・高野新笠）、民部大輔摂津大夫如故
- 延暦9年（790年） 2月27日：正四位下
- 延暦12年（793年） 日付不詳：造宮大夫
- 時期不詳：民部卿
- 延暦15年（796年） 日付不詳：従三位[11]。9月20日：賜田山城国葛野郡公田20町
- 延暦18年（799年） 2月21日：薨去（従三位行民部卿兼造宮大夫美作備前国造）、贈正三位
- 明治31年（1898年）3月18日：贈正一位

## 系譜
- 父：磐梨別乎麻呂（または平麻呂）[3]
- 母：不詳
- 妻：和気嗣子
  - 長男：和気広世[3]
- 生母不明
  - 男子：和気達男[12]
  - 男子：
  - 四男：磐梨為綱（妙運）
  - 五男：和気真綱（783-846）[13]
  - 六男：和気仲世（784-852）[14]
  - 女子：藤原葛野麻呂室
  - 女子：
  - 女子：